# Epik
Epik (eller episk digtning) betegner skønlitteratur, der er "fortællende", dvs. skildrer et handlingsforløb, modsat fx lyrikken, der primært skildrer stemninger og følelser, og dramatikken, der ikke er litterær, men begivenhedsmættet og teatralsk.

## Overordnede genrer
Episke hovedgenrer:
- roman
- novelle
- drama

### Undergenrer
Disse hovedgenrer kan videre opdeles i ikke helt faste undergenrer.
Blandt de store episke genrer tælles også et par, der primært hører hjemme i ældre tid, nemlig sagaen og eposset, hvoraf epikken har sit navn. 